# Star Trek: Operation Enterprise
Star Trek: Operation Enterprise is een stalen lanceerachtbaan in het Duitse attractiepark Movie Park Germany. De achtbaan is volledig gedecoreerd naar de televisieserie Star Trek. Dat is volgens het park uniek in de wereld.
De bouw van de attractie vond plaats in 2016 en 2017. Het baan verloop was volledig op 21 oktober 2016. De attractie werd 14 juni 2017 geopend.

## Ritverloop en gegevens
De trein rijdt uit het station weg, naar een zijwaartse wissel. Dit gehele baanstuk en trein schuiven naar rechts, waar het baangedeelte aansluit op een lanceerbaan en een (achterwaarts) doodlopend stuk rail. De trein wordt voorwaarts gelanceerd tot halverwege de eerste heuvel, rolt terug en wordt achterwaarts versneld om de "spike" (dat is het verticale doodlopende stuk rail) op te klimmen. Zwaartekracht trekt de trein weer voorwaarts naar beneden, de trein versnelt nog eenmaal waarna de gehele baan doorlopen wordt. De baanuitleg bestaat uit een sterk gebankte heuvel, gevolgd door een duik naar beneden, om daarna twee inversies te doorlopen; vervolgens gaat de trein over een kleine heuvel, maakt een bocht door een van de oude naastgelegen hallen, gaat over een met airtime gevulde "double down" de laatste bocht in die uitmondt in een rol naar links.
Het park heeft in de attractie 10 miljoen euro geïnvesteerd. De bouw gebeurde onder directeur Thorsten Backhaus. Het plan voor de achtbaan was wel al meerdere jaren oud, al van toen Wouter Dekkers er nog algemeen directeur was, maar het is door Backhaus volledig opnieuw uitgewerkt. De baan is gemaakt door de Duitse attractiebouwer MACK Rides. De bouw van de baan werd voltooid op vrijdag 21 oktober 2016, toen werd het laatste stuk vastgemaakt.
Lijst van attracties in Movie Park Germany · Police Academy Stunt Show · afbeeldingen
Huidige attracties: Avatar Air Glider ·
Backyardigans Mission to Mars · The Bandit · Bermuda Triangle - Alien Encounter · Crazy Surfer · Dora's Big River Adventure · Fairy World Spin ·
Ghost Chasers · Jimmy Neutron's Atomic Flyer · MP Xpress · Excalibur - Secrets of the Dark Forest · NYC Transformer · Roxy · Side Kick · SpongeBob Splash Bash · Star Trek: Operation Enterprise · The High Fall · The Lost Temple · Time Riders · Van Helsing's Factory
Voormalige attracties: Batman Adventure · Cop Car Chase · Danny Phantom Ghost Zone · Gremlins Invasion · Ice Age Adventure · Josie's Bath House · Looney Tunes Adventure · Studio Tour · Unendliche Geschichte · Mystery River
Themagebieden: Federation Plaza · Hollywood Street Set · Nickland · Santa Monica Pier · Streets of New York · The Old West